# Heriberto Correa
Heriberto Luís Correa Chaparro, né le 16 mars 1949 à Asunción au Paraguay et mort le 24 janvier 2017, est un footballeur paraguayen. Il joue au poste de défenseur latéral gauche. Il est connu notamment pour avoir joué en équipe nationale argentine sans avoir la nationalité du pays.

## Biographie
Joueur du Vélez Sarsfield de 1969 à 1974 puis du Racing Club entre 1975 et 1976, il est sélectionné à quatre reprises en équipe d'Argentine en 1973. 
En 1976 il est recruté par l'AS Monaco, qui évolue alors en Division 2 du championnat de France. Le club est promu en fin de saison et remporte le championnat de Division 1 en 1978. Après 75 matchs et un but à Monaco, il repart en Amérique du Sud.
En 1980 et 1981 il joue à Platense en Argentine, en 1982 à Huracán puis à Sarmiento, en 1983 aux All Boys et enfin en 1984 au Defensor Belgrano.

## Palmarès
- Champion de France en 1978 avec l'AS Monaco